# Ansgar Knauff
Ansgar Knauff (Göttingen, 10 januari 2002) is een Duits voetballer die doorgaans als vleugelspeler speelt. Hij verruilde Borussia Dortmund in juli 2023 voor Eintracht Frankfurt, dat hem daarvoor al anderhalf jaar huurde.

## Clubcarrière
Knauff begon met voetballen bij SVG Göttingen en werd in 2015 opgenomen in de jeugdopleiding van Hannover 96. Die verruilde hij een jaar later voor die van Borussia Dortmund. Hij tekende hier op 25 november 2020 zijn eerste contract. Knauff debuteerde op 8 december 2020 in het eerste elftal van Borussia Dortmund, tijdens een wedstrijd in de Champions League tegen Zenit Sint-Petersburg. Hij viel na 83 minuten in voor Thorgan Hazard. Zijn debuut in de Bundesliga volgde op 20 maart 2021, tegen FC Köln. Knauff maakte op 10 april 2021 voor het eerst een doelpunt in het betaald voetbal. Hij bracht Dortmund toen op 2–3 tijdens een competitiewedstrijd uit bij VfB Stuttgart. Dat bleek het winnende doelpunt.
Knauff werd bij aanvang van 2021/22 een vast lid van de selectie van Borussia Dortmund. Dat resulteerde in de eerste seizoenshelft dat jaar in vijf invalbeurten. Hij vertrok daarop in januari 2022 voor anderhalf jaar op huurbasis naar Eintracht Frankfurt. Hier gebruikte interim-coach Edin Terzić hem hoofdzakelijk als basisspeler. Dat was hij ook in alle zeven speelrondes in de knock-outfase van de Europa League, tot en met de finale. Hij scoorde zowel in de kwartfinale tegen FC Barcelona als in de halve finale tegen West Ham United. Zijn ploeggenoten en hij wonnen in de finale vervolgens van Rangers. Knauff speelde in 2022/23 ook onder de nieuwe coach Oliver Glasner regelmatig. Hij kwam dat seizoen voor het eerst uit in de Champions League, tegen Sporting Lissabon, Olympique Marseille en Tottenham Hotspur. Knauff verruilde Borussia Dortmund in juli 2023 definitief voor Eintracht Frankfurt.

## Clubstatistieken
| Seizoen     | Club                  | Competitie  | Competitie | Competitie | Competitie | Beker | Beker | Beker | Europa | Europa | Europa | Totaal | Totaal | Totaal |
| Seizoen     | Club                  | Competitie  | Wed.       | Dlp.       | Ass.       | Wed.  | Dlp.  | Ass.  | Wed.   | Dlp.   | Ass.   | Wed.   | Dlp.   | Ass.   |
| ----------- | --------------------- | ----------- | ---------- | ---------- | ---------- | ----- | ----- | ----- | ------ | ------ | ------ | ------ | ------ | ------ |
| 2020/21     | Borussia Dortmund     | Bundesliga  | 4          | 1          | 1          | 0     | 0     | 0     | 3      | 0      | 0      | 7      | 1      | 1      |
| 2021/22     | Borussia Dortmund     | Bundesliga  | 5          | 0          | 0          | 1     | 0     | 0     | 3      | 0      | 0      | 9      | 0      | 0      |
| Club Totaal | Club Totaal           | Club Totaal | 9          | 1          | 1          | 1     | 0     | 0     | 6      | 0      | 0      | 16     | 1      | 1      |
| 2021/22     | → Eintracht Frankfurt | Bundesliga  | 12         | 1          | 1          | 0     | 0     | 0     | 7      | 2      | 1      | 19     | 3      | 2      |
| 2022/23     | → Eintracht Frankfurt | Bundesliga  | 24         | 1          | 2          | 2     | 0     | 0     | 7      | 0      | 1      | 33     | 1      | 3      |
| 2023/24     | Eintracht Frankfurt   | Bundesliga  | 31         | 7          | 3          | 1     | 1     | 0     | 7      | 0      | 0      | 39     | 8      | 3      |
| 2024/25     | Eintracht Frankfurt   | Bundesliga  | 25         | 1          | 6          | 3     | 0     | 0     | 10     | 2      | 2      | 38     | 3      | 8      |
| Club Totaal | Club Totaal           | Club Totaal | 92         | 10         | 12         | 6     | 1     | 0     | 31     | 4      | 4      | 129    | 15     | 16     |
| TOTAAL      | TOTAAL                | TOTAAL      | 101        | 11         | 13         | 7     | 1     | 0     | 37     | 4      | 4      | 145    | 16     | 17     |

## Interlandcarrière
Knauff kwam uit voor alle Duitse nationale jeugdelftallen vanaf Duitsland –19.

## Erelijst
| Competitie          |                   |                   |                   |                   |
| Competitie          | Aantal            | Jaren             |                   |                   |
| Borussia Dortmund   | Borussia Dortmund | Borussia Dortmund | Borussia Dortmund | Borussia Dortmund |
| ------------------- | ----------------- | ----------------- | ----------------- | ----------------- |
| DFB-Pokal           | 1x                | 2020/21           |                   |                   |
| Eintracht Frankfurt |                   |                   |                   |                   |
| UEFA Europa League  | 1x                | 2021/22           |                   |                   |